# Staropole (województwo śląskie)
Staropole – wieś w Polsce położona w województwie śląskim, w powiecie częstochowskim, w gminie Przyrów.
W okresie Królestwa Polskiego istniała gmina Staropole.
W latach 1975–1998 miejscowość położona była w województwie częstochowskim.
We wsi znajduje się przystanek kolejowy Staropole Częstochowskie.